# 佐藤勝三郎
佐藤 勝三郎（さとう かつさぶろう、1854年1月25日（嘉永6年12月27日） - 1933年（昭和8年）11月7日）は、日本の園芸家、実業家である。

## 経歴・人物
陸奥の津軽郡（現在の青森県南津軽郡藤崎町）に生まれる。後に私塾で学び故郷の村用係を務め、1884年（明治17年）には親交のあったキリスト教の指導者だった本多庸一から洗礼を受けた。翌1885年（明治18年）には当時滞日していたジョン・イングからの指導により、同じくキリスト教徒だった長谷川誠三ら有志と共に故郷にリンゴの栽培やリンゴ園を開くために敬業社の設立に携わる。また同地でキリスト教会を建設する計画にも携わり、1887年（明治20年）には東北地方で2番目の教会である藤崎メソジスト教会の設立に尽力した。
その後はリンゴの栽培や販売にあたり、自ら荒地を開墾して約78haもののリンゴ園の経営にもあたる。また同社の組合長や社長、支配人等多くの職にあたり、同社が生産したリンゴは函館や横浜等全国に出荷し業績の向上に貢献した。1893年（明治26年）には生産したリンゴを明治天皇に献上したことにも携わるが、翌年頃から農作物の病虫害が流行したことによって生産量は激減し1901年（明治34年）には同社が解散する事態となる。しかし佐藤自身は余ったリンゴを買い取って、個人で経営を存続した。晩年は津軽郡議会（現在の藤崎町議会）議員や陸奥鉄道の取締役を務めた。